# Ray Jackendoff
Ray Jackendoff é um linguista estadunidense conhecido por seu trabalho em linguística gerativa e ciências da cognição, especialmente em relação à semântica. É professor emérito da Universidade Tufts.